# Forest of Death
Forest of Death (森死, Sum yuen) es una Película de Terror Tailandés y de Hong Kong producida por The Pang Brothers.

## Trama
La detective Ha Chun-Chi (Qi Shu) está investigando una violación y asesinato que tuvo lugar en un bosque misterioso que también ha sido escenario de muchos suicidios. El principal sospechoso en el caso del asesinato es Patrick Wong (Lawrence Chou), pero él niega haber cometido el crimen. La investigación lleva a Ha al botánico Shum Shu-Hoi (Ekin Cheng), que ha estado experimentando con las plantas del bosque. La novia de Shum, de mayo (Lluvia Li), finge interés en el bosque para obtener información para un programa de televisión sensacionalista en donde ella trabaja. Los experimentos de Shum revelan que las plantas pueden actuar como testigos del asesinato, y establece una puesta en escena del crimen en el bosque, donde las plantas actúan como detectores de mentiras.

## Reparto
- Shu Qi como el detective Ha Chun-Chi.
- Ekin Cheng Shu como Shum-hoi.
- Li lluvia en mayo.
- Lau Siu-Ming como el Sr. Tin, el guarda forestal.
- Lam Suet como Comisario Wong.
- Tommy Yuen -hoi como ayudante de Shu.
- Lawrence Chou como Patrick Wong.
- Cub barbilla como productor.

## Lanzamiento
Forest of Death fue lanzado en la región 3 DVD en Hong Kong por Universe Laser el 10 de mayo de 2007. También fuera de competición en el 2007 Festival Internacional de Cine de Bangkok.
En México vino con el nombre de Bosque Siniestro y es distribuida gracias a Video Max.